# NKVD (campos especiais)

Emblema do NKVD.

Os Campos Especiais da NKVD (Alemão: Speziallager) foram campos de internamento após a Segunda Guerra Mundial, subordinados ao Ministério do Interior da URSS, nas parte da Alemanha ocupadas pelos soviéticos e nas áreas a leste da Linha Oder-Neisse. Os acampamentos a leste da linha foram posteriormente transferidos para a Zona de ocupação soviética na Alemanha, onde eles eram gerenciados pela administração militar soviética (SMAD) e operados pelo serviço secreto soviético (NKVD). Em 8 de Agosto 1948, os campos foram subordinado ao Gulag.
Como os contatos dos reclusos com o mundo exterior eram não permitidos, os campos especiais também eram conhecidos como ‘Campos do Silêncio’ (em alemão:  Schweigelager).
A própria existência dos campos foi mantida em segredo, até que uma campanha maciça da  imprensa ocidental levou a União Soviética a responder e de admitir a existência desses campos. Nenhum dos detentos foram libertados antes de 1948,  e em 1950, os campos foram entregues ao governo da Alemanha Oriental. Entre 122 mil  a  150 mil  pessoas foram detida nestes campos, e das quais pelo menos 43 mil não sobreviveram.

## Os presos
As pessoas eram presas por diversas causa, como supostas ligações com o nazismo, porque estavam dificultando o estabelecimento do stalinismo, ou mesmo aleatoriamente.  A base legal para a prisão foi a ordem de no 00315, de 18 de abril de 1945, emitida por Beria ordenando o internamento sem investigação prévia de chefes de organizações nazistas, pessoas que mantinham meios para impressão "ilegal", dispositivos de transmissão, depósitos de armas, jornalistas e membros da administração civil.
Os presos eram classificados como "condenados" ou "internados", dependendo se eles tinham sido ou não julgados por um tribunal militar soviético (SMT).   Um decreto, Kontrollratsdirektive Nr.38, emitido pelo Conselho de Controle Aliado em 30 de Outubro de 1946 informava que o julgamento deveria ser obrigatório antes do internamento, porém em novembro de 1946 apenas 10% dos presos tinham sido " condenados ", essa proporção subiu para 55% no início de 1950.
Dos "internados", no início de 1945, 80% eram membros do partido nazista, dois terços no final de 1945, e menos da metade depois de fevereiro de 1946.  Sendo que dos "condenados", 25% eram membros do partido nazista em 1945, porcentacem que diminuiu para 20% em 1946, 15% em 1947, um pouco acima de 10%, em 1948, e menos de 10% a partir de 1949.  Demostrando que uma real e significativa perseguição de crimes de guerra nazistas pelo tribunal militar soviético não ocorreu.  Entre os nazistas também foram presos jovens suspeito de serem membros da Werwolf. Cerca de 10 mil  jovens e crianças foram internados, metade dos quais não retornaram.
Entre os presos estavam muitos adeptos ou membros do socialista Partido Social-Democrata da Alemanha (SPD), que especialmente, desde 1946, estava em "sob observação" pelas autoridades soviéticas.  Quando o Partido Social Democrata foi incorporado ao Partido Comunista da Alemanha (KPD ) e renomeado Partido Socialista Unificado da Alemanha (SED), dezenas de social-democratas foram internados para garantir o domínio stalinista no partido.
Além disso, as pessoas eram internadas, com base no artigo 58 do código penal soviético, como "espiões" pela suspeita de oposição ao regime autoritário, ou por "atividades anti-soviéticas", como por contatar organizações baseadas nas zonas de ocupação ocidentais.  No campo de Bautzen, 66% dos presos eram desta categoria.

## Política de isolamento
O total isolamento dos detentos foi a política usada desde o início. Em um decreto de 27 de julho de 1945 lê-se: "O objetivo principal dos Campos Especiais é o isolamento total do indivíduo, proíbindo-se todas as correspondencias e visitantes."  Outro decreto, em 25 de julho de 1946, confirmou o "total isolamento do mundo exterior", como objetivo principal, e citando ainda:
"[Os presos de campos especiais] deverão ser isolados da sociedade usando medidas especiais, eles não serão legalmente indiciados, e em contraste com o procedimento habitual de casos legais, seus casos não serão documentados".
Os familiares ou amigos dos detidos não eram capazes de obter qualquer informação e nem sequer eram informados de mortes de internos.
No final de 1947, os presos tiveram acesso limitado a jornais comunistas, sendo este o seu primeiro contacto com o mundo exterior desde sua prisão.

## Primeiros libertados
Os primeiros 27 749 foram liberados meados de 1948, após uma revisão de 43 853 casos por uma comissão conjunta de SMAD, MGB e MWD (o sucessor do NKVD ). Os liberados foram principalmente pessoas cuja prisão fora baseada em suspeita de terem sido nazistas, que na ocasião foi considerado de baixa importância pela comissão.

## Mortos e feridos
O número total de detentos e de mortos é debatito. Em 1990, o Ministério do Interior Soviético, divulgou os números, segundo a qual 122 558   foram detidos, dos quais 42 889   morreram devido principalmente a fome e as doenças, 756   foram condenados à morte e executados, 45 261 foram liberados, 12 770 foram deportados para a União Soviética para o trabalho forçado, o estado de 6 680 foi alterado para prisioneiro de guerra, e 14 202 foram entregues às autoridades comunistas da Alemanha Oriental. Historiador V. Flocken diz que estes números são muito baixos, e coloca o número de detidos entre o total de 160.000 a 180.000, dos quais 65 mil morreram.
Os historiadores Mirenko, Niethammer, Jeske, e Finn dão estimativas de cerca de 154 mil  detentos, e dizem que o número de mortes dadas pelos soviéticos é realista.